# Étienne-Vincent Frelichowski
Étienne-Vincent Frelichowski (1913-1945) est un prêtre polonais, déporté en camp de concentration par les nazis et mort à Dachau du typhus. Il a été béatifié en 1999 par Jean-Paul II. Sa mémoire est célébrée le 23 février.

## Biographie
Étienne-Vincent est né le 22 janvier 1913 à Chełmża (Pologne). Enfant, il pratique le scoutisme, devient chef de patrouille, et se retrouve sensibilisé aux besoins des autres. À 18 ans, il entre au séminaire du diocèse de Chelmno (à Pelplin), puis devient chef du clan scout des séminaristes (1933-1936). Il est ordonné prêtre le 4 mars 1937, devient vicaire de la paroisse de l'Assomption à Torun en 1938, où il sert comme aumônier des scouts.
Il est arrêté par les nazi en octobre 1939 et déporté dans le camp de Fort VII. En avril 1940 il est transféré dans le camp de Stutthof (Grenzdorf), puis à Oranienburg-Sachsenhausen et finalement en décembre 1940 à Dachau. Dans les différents camps, par sa patience, sa douceur et sa bonté, il s'attire l’amitié de ses quo-détenus. Il poursuit discrètement son activité de prêtre et de pasteur dans les camps. Il parvient même a célébrer clandestinement la messe, malgré les risques de représailles de la part des nazi. Il assiste et soutient les malades, même ceux du typhus lorsque l'épidémie se déclenche en 1944. Il finit par être contaminé à son tour et décède le 23 février 1945,,.

## Béatification
Le père Frelichowski est béatifié par le pape Jean-Paul II lors de son voyage à Toruń (Pologne) le 7 juin 1999. À cette occasion, le pape dit de lui « Toute la vie du bienheureux Étienne-Vincent Frelichowski est comme un miroir dans lequel se reflète la splendeur de cette philosophie du Christ, selon laquelle le bonheur véritable n'atteint que celui qui, en union avec Dieu, devient un homme de paix, est un artisan de paix et apporte la paix aux autres ».
Il est déclaré patron des scouts polonais le 20 septembre 2002.